# رومالیس الیس
رومالیس الیس (انگلیسی: Romallis Ellis؛ زادهٔ december ۱۶, ۱۹۶۵ (۵۹ سال)) ورزشکار بوکس اهل ایالات متحده آمریکا است.
وی در مسابقات کشوری و بین‌المللی در مجموع برندهٔ ۱ مدال برنز شده‌است.